# Theusz Hamtaahk : Trilogie
Albums de Magma
BBC 1974
(1999) K.A
(2004)
Theusz Hamtaahk : Trilogie est un album en concert du groupe français de rock progressif Magma. Il a été enregistré le 13 et le 14 mai 2000 au Trianon à Paris. Il est paru en 2001 sur le label Seventh Records.

## Contenu

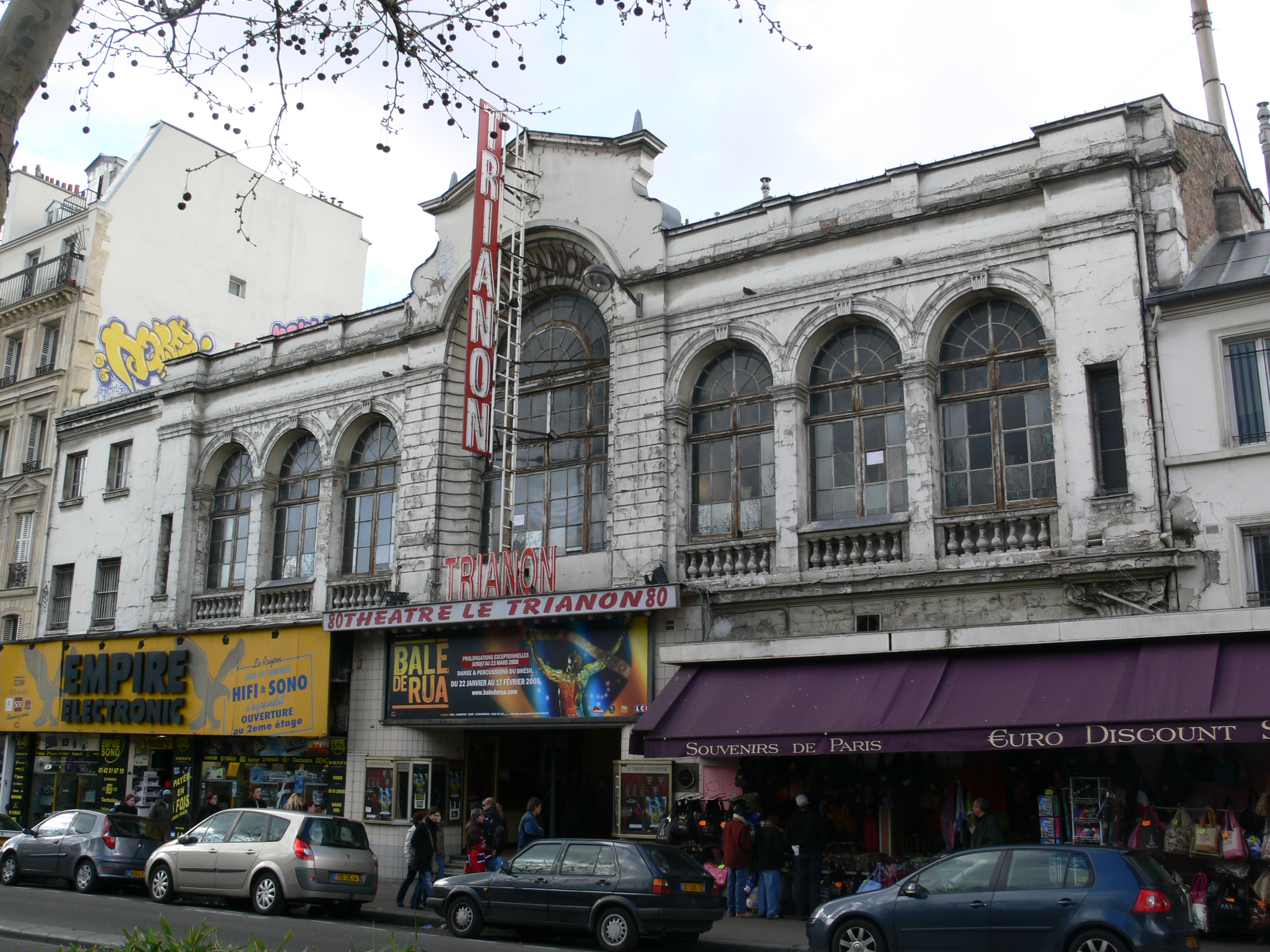
Emplacement du concert Le Trianon Paris (Photo de 2008)

Theusz Hamtaahk est enregistré lors de deux concerts au Trianon de Paris, les 13 et 14 mai 2000, afin de célébrer le trentième anniversaire du groupe. Il paraît, sur le label Seventh Records, sous la forme d'un coffret de trois CD avec un livret de 16 pages contenant toutes les paroles en kobaïen (CD A29), mais aussi en vidéo (VHS V3 ou DVD VD2).
Cet album permet de découvrir l'intégralité de la trilogie Theusz Hamtaahk. En effet, si le troisième mouvement, Mekanïk Destruktïw Kommandöh, est bien connu et existe en de nombreuses versions, le premier mouvement, Theusz Hamtaahk, n'apparaissait que sur Retrospektïẁ I-II paru en 1981 et sur BBC 1974 paru en 1999 et le deuxième mouvement, Ẁurdah Ïtah, n'existait que dans la version plutôt dépouillée parue comme musique du film Tristan et Iseult en 1974 (album Ẁurdah Ïtah).

## Liste des titres
Tous les titres sont de Christian Vander.

### CD 1
Premier Mouvement : Theusz Hamtaahk
1. Malawëlëkaahm 6:28
2. Sëwolahwëhn Öhn Zaïn 6:42
3. Dëümb Ëwëlëss Dölëhn 3:52
4. Zeuhl Wortz 2:28
5. Gorutz Waahrn 3:15
6. Tü Lü Lï Ë Üi Dü Wiï 1:08
7. Se Lah Maahrï Donsaï 2:31
8. Slibenli Dëh Theusz 5:21
9. Zortsüng 3:09

### CD 2
Second Mouvement : Ẁurdah Ïtah
1. Malawëlëkaahm (Incantation) 4:21
2. Bradïa Da Zïmehn Iëgah (L'Initié A Parlé) 2:35
3. Manëh Fur Da Zëss (Ensemble Pour Le Maître) 1:42
4. Fur Dï Hël Kobaïa (Pour La Vie Eternelle) 5:38
5. Blüm Tendiwa (L'Âme Du Peuple) 5:49
6. Wohldünt Me¨m Dëwëlëss (Message Dans L'Etendue) 3:08
7. Waïnsaht !!! (En Avant !!!) 3:11
8. Wlasïk Steuhn Kobaïa (Ascension Vers L'Eternel) 2:44
9. Sëhnntëht Dros Wurdah Süms (La Mort N'est Rien) 6:00
10. C'est La Vie Qui Les A Menés Là! 4:32
11. Ëk Sün Da Zëss (Qui Est Le Maître) 2:37
12. De Zeuhl Ündazïr (Vision De La Musique Céleste) 6:11

### CD 3
Troisième Mouvement : Mëkanïk Dëstruktïw Kömmandöh
1. Hortz Fur Dëhn Stekëhn West 10:16
2. Ïma Sürï Dondaï 4:13
3. Kobaïa Iss Dëh Hündïn 2:07
4. Da Zeuhl Wortz Mëkanïk 7:20
5. Nebëhr Gudahtt 7:39
6. Mëkanïk Kömmandöh 8:05
7. Kreühn Köhrmahn Ïss Dëh Hündïn 1:30
8. Da Zeuhl Wortz Waïnsaht (Hymne De La Zeuhl Wortz) 1:53
9. Untitled (Joyeux Anniversaire) 5:41

## Musiciens
- Christian Vander : batterie, chant
- Philippe Bussonnet : basse
- James Mac Gaw : guitare, piano, chant
- Emmanuel Borghi : piano
- Stella Vander : chant, piano, percussion
- Antoine Paganotti : chant, piano
- Isabelle Feuillebois : chant, percussion
- Claude Lamamy : chant
- Jean-Christophe Gamet : chant
- Julie Vander : chant
- Fred Burgazzi : trombone
- Ronan Simon : trombone
- Benoît Gaudiche : trompette
- Yannick Neveu : trompette